# DSL Sport
DSL Sport était un journal de sports serbe, son édition était quotidienne. La première édition date du 5 mai 1945 sous le nom Fiskultura et la dernière date du 17 septembre 2016.
Dans les années 2000, le journal est présenté comme étant un journal sportif quotidien ("Dnevni sportski list"), alors qu'auparavant il était présenté comme étant un journal sportif yougoslave ("Jugoslovenski sportski list").
L'alphabet cyrillique serbe était utilisé pour son édition (entre 24 et 32 pages) pour donner des nouvelles, des reportages et/ou des interviews de Serbie, ainsi que du reste du monde et ce concernant plus de 60 sports.
Chaque année, de 1957 à 1991, le journal décernait le titre de meilleur sportif de Yougoslavie, puis de Serbie-et-Monténégro de 1992 à 2005 et de Serbie à partir de 2006.